# Harris B. McDowell

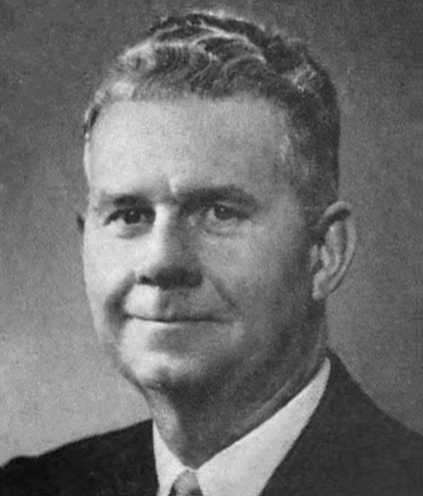
Harris B. McDowell (1965)

Harris Brown McDowell Jr. (* 10. Februar 1906 bei Middletown, Delaware; † 1. November 1988 ebenda) war ein US-amerikanischer Politiker. Zwischen 1955 und 1957 sowie von 1959 bis 1967 vertrat er den Bundesstaat Delaware im US-Repräsentantenhaus.

## Werdegang
Harris McDowell besuchte die öffentlichen Schulen in Middletown, die Wilmington High School, einige Y.M.C.A.-Schulen sowie das Beacom Business College in Wilmington. Danach arbeitete er in der Landwirtschaft, im Versicherungswesen und auf dem Immobilienmarkt. Zwischen 1937 und 1940 war er Mitglied im Landwirtschaftsausschuss des Staates Delaware.
Zwischen 1940 und 1942 war McDowell demokratischer Abgeordneter im Repräsentantenhaus von Delaware; von 1942 bis 1946 gehörte er dem Staatssenat an. Zwischen 1941 und 1948 war er auch Direktor der zwischenstaatlichen Kooperation der Milcherzeuger und der in Delaware für die Landwirtschaft zuständigen Behörde (Farm Bureau). Anschließend war er von 1949 bis 1953 als Secretary of State geschäftsführender Beamter der Staatsregierung von Delaware. Zwischen 1944 und 1960 war er Delegierter zu allen Democratic National Conventions.
1954 wurde McDowell mit 55 % der Wählerstimmen gegen Lillian Martin in das US-Repräsentantenhaus in Washington, D.C.  gewählt, wo er am 3. Januar 1955 den Republikaner Herbert B. Warburton ablöste. Da er bei den Wahlen des Jahres 1956 Harry G. Haskell unterlag, konnte er bis zum 3. Januar 1957 zunächst nur eine Legislaturperiode im Kongress absolvieren. Zwei Jahre später gewann er in einer knappen Wahl mit etwa 700 Stimmen Vorsprung gegen Haskell sein Mandat zurück. Da er die folgenden drei Kongresswahlen ebenfalls siegreich bestand, konnte McDowell zwischen dem 3. Januar 1959 und dem 3. Januar 1967 vier zusammenhängende Legislaturperioden im Kongress verbleiben. McDowell unterstützte Präsident Lyndon B. Johnson und befürwortete den Vietnamkrieg. Das hat zu seiner Wahlniederlage bei den Kongresswahlen im Jahr 1966 beigetragen, als er mit 44 % zu 56 % gegen den Republikaner William V. Roth verlor.
Im Jahr 1968 trat er noch einmal gegen Roth an und verlor mit 41 % gegen 59 % der Stimmen noch deutlicher als zwei Jahre zuvor. Zwischen 1967 und 1968 arbeitete McDowell als Federal State Coordinator (Bundeskoordinator) für Delaware. Danach zog er sich in den Ruhestand zurück. Er starb im November 1988.